# エベビイン
エベビイン（Ebebiyín）は、赤道ギニア共和国の都市。キエンテム県の県都である。エベビインはリオ・ムニの最北東部に存在し、で、赤道ギニア国内で第三位の人口を持つ都市である。また、位置的にはガボン、カメルーンとの三国国境地帯に隣接している。また、赤道ギニア最大の都市であるバタから隣国カメルーンの首都ヤウンデに至る道路上に位置し、この道路における赤道ギニアの玄関口となっている。人口においては1983年は3,540人、2001年は19,315人、2005年は24,831人と増加傾向にある。